# آب‌میوه آبی
آب‌میوه آبی (به انگلیسی: Blue Juice) یا جوهر آبی فیلمی محصول سال ۱۹۹۵ و به کارگردانی کارل پرچزر است. در این فیلم بازیگرانی همچون شان پرتوی، کاترین زیتا جونز، استیون مکینتاش، اریک آیدل، یوان مک‌گرگور، پیتر گان و هیثکات ویلیامز ایفای نقش کرده‌اند.